# Гасанов Раміз Фіруз-огли
Раміз Фіруз-огли Гаса́нов (нар. 4 грудня 1954, Баку — пом. 2018) — український скульптор; член Хмельницької організації Спілки художників України з 1992 року.

## Біографія
Народився 4 грудня 1954 року в місті Баку (нині Азербайджан). 1979 року закінчив Бакинське художнє училище, у 1988 році — факультет монументального мистецтва Харківського художньо-промислового інституту (викладачі з фаху — Микола Рябінін, Дмитро Сова, Л. Сова). Того ж року нагороджений бронзовою медаллю Академії мистецтв СРСР за кращу дипломну роботу.
З 1990 року працював у Хмельницьких художньо-виробничих майстернях; з 1993 року — викладачем Хмельницької дитячої художньої школи. Жив у місті Хмельницькому, в будинку на вулиці Толбухіна № 7. Помер у 2018 році.

## Творчість
пам'ятники

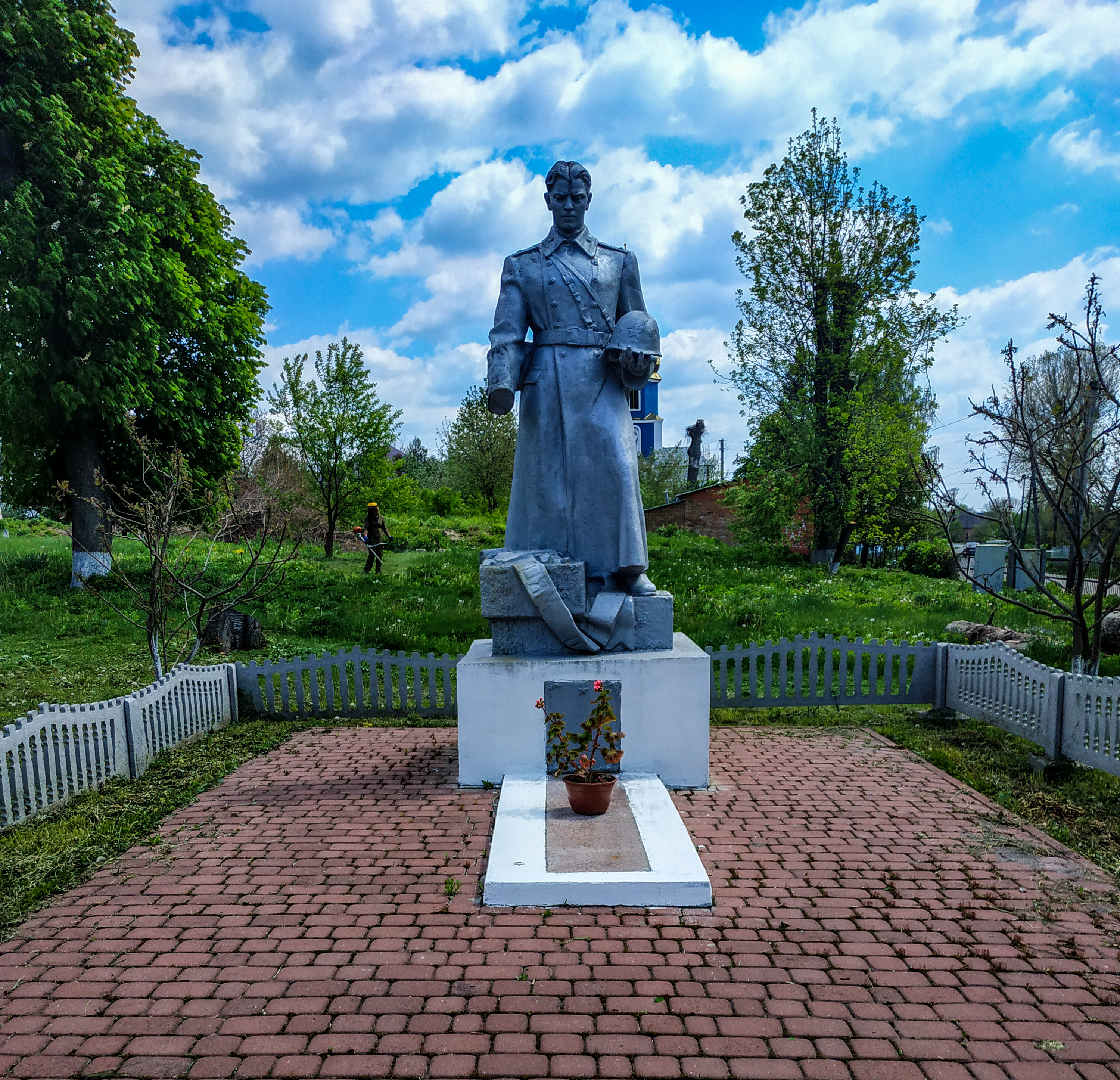
пам'ятник у Ружичанці.

- полеглим під час Другої світової війни воїнам-односельцям:
  - у селі Ружичанці (1991);
  - у селі Коржівці (1992);
  - у селі Мотрунках (1992);
- жертвам репресій (1993, Старокостянтинів);
- жертвам голодомору в Україні (1993, Волочиськ);
- погруддя поета Володимира Булаєнка (1993, Чернелівка);

станкові барельєфи
- «Орфей та Евридіка» (1999);
- «Вікторія» (2000);
- «Елегія» (2000).

Брав участь у всеукраїнських мистецьких виставках з 1985 року, всесоюзних — з 1988 року. Персональна виставка відбулася у Хмельницькому у 1995 році.